# SUNSUNスーパーニュース
『SUNSUNスーパーニュース』（さんさんスーパーニュース、ラテン文字表記：SUNSUN Super NEWS）は、1998年3月30日から2015年3月29日まで17年間、高知さんさんテレビで夕方に生放送されていた高知県向けのローカルワイドニュース番組。

## 番組概要
- 『SUNSUNザ・ヒューマン FNN』の後番組かつ『FNNスーパーニュース』の高知県ローカルパートとして放送開始。

- 2001年10月1日、FNN系列地方局としては初めて『スーパーニュース』17時台のネットを開始した。これは当時県内の民放3局の平日17時台が再放送枠であり、その中で高知放送・テレビ高知との編成面での差別化を図る意味合いでネット開始に踏み切ったと考えられている。編成上では『SUNSUNスーパーニュース』の枠は17:54以降で、17時台には『スーパーニュース』として放送している。

- 特集コーナーでは、自社の取材能力が当時低かったためか、『スーパーニュース』18時台関東ローカル枠のコーナー「スーパー特報」や大阪・関西テレビのローカル報道番組『FNNスーパーニュースアンカー』の18時台特集コーナーを録画ネットすることが多かった。

## 放送時間
| 期間      | 期間      | 月曜日 - 金曜日 | 土曜日        | 日曜日        |
| --------- | --------- | --------------- | ------------- | ------------- |
| 1998.3.30 | 2000.4.2  | 17:55 - 18:55   | 18:00 - 18:24 | 17:30 - 17:54 |
| 2000.4.3  | 2001.4.1  | 17:54 - 18:55   | 18:00 - 18:24 | 17:30 - 17:54 |
| 2001.4.2  | 2001.9.30 | 17:54 - 18:55   | 17:30 - 17:54 | 17:30 - 17:54 |
| 2001.10.1 | 2002.3.31 | 17:00 - 18:55   | 17:30 - 17:54 | 17:30 - 17:54 |
| 2002.4.1  | 2005.3.31 | 16:59 - 18:55   | 17:30 - 17:54 | 17:30 - 17:54 |
| 2005.4.1  | 2007.9.30 | 16:55 - 18:55   | 17:30 - 17:54 | 17:30 - 17:54 |
| 2007.10.1 | 2011.4.3  | 16:53 - 18:55   | 17:30 - 17:54 | 17:30 - 17:54 |
| 2011.4.4  | 2012.9.30 | 16:53 - 19:00   | 17:30 - 17:54 | 17:30 - 17:54 |
| 2012.10.1 | 2015.3.29 | 16:50 - 19:00   | 17:30 - 17:54 | 17:30 - 17:54 |

## キャスター
- 玉井新平
- 合田泰吾
- 沖田総平
- 野村舞（月曜日・火曜日）
- 小野典子（報道記者、水曜日・木曜日・金曜日）
- シフト勤務（土曜日・日曜日）
  - 西尾真鈴
  - 遠藤圭介
  - 寺島舞
  - 大西緑

| 期間      | 期間      | 男性                       | 男性                       | 男性                       | 男性                       | 女性           | 女性     | 女性     | 女性     |
| 期間      | 期間      | 月曜日・火曜日             | 水曜日                     | 木曜日                     | 金曜日                     | 月曜日・火曜日 | 水曜日   | 木曜日   | 金曜日   |
| --------- | --------- | -------------------------- | -------------------------- | -------------------------- | -------------------------- | -------------- | -------- | -------- | -------- |
| 1998.3.30 | 2000.3.31 | 沖田総平 小澤良太          | 沖田総平 小澤良太          | 沖田総平 小澤良太          | 沖田総平 小澤良太          | 辻史子         | 辻史子   | 辻史子   | 辻史子   |
| 2000.4.3  | 2001.8.31 | 小澤良太 林和人            | 小澤良太 林和人            | 小澤良太 林和人            | 小澤良太 林和人            | 小野典子       | 小野典子 | 小野典子 | 小野典子 |
| 2001.9.3  | 2002.3.29 | 小澤良太                   | 小澤良太                   | 小澤良太                   | 小澤良太                   | 小野典子       | 小野典子 | 小野典子 | 小野典子 |
| 2002.4.1  | 2003.3.28 | 小澤良太                   | 小澤良太                   | 小澤良太                   | 小澤良太                   | 小野典子       | 小野典子 | 小野典子 | 尾辻舞   |
| 2003.3.31 | 2004.3.26 | 小澤良太                   | 小澤良太                   | 小澤良太                   | 五十嵐圭                   | 小野典子       | 小野典子 | 小野典子 | 小野典子 |
| 2004.3.29 | 2005.4.1  | 五十嵐圭                   | 五十嵐圭                   | 沖田総平                   | 沖田総平                   | 小野典子       | 小野典子 | 野村舞   | 野村舞   |
| 2005.4.4  | 2008.3.28 | 沖田総平                   | 沖田総平                   | 沖田総平                   | 沖田総平                   | 小野典子       | 小野典子 | 小野典子 | 小野典子 |
| 2008.3.31 | 2010.10.1 | 沖田総平                   | 沖田総平                   | 沖田総平                   | 沖田総平                   | 寺島舞         | 小野典子 | 小野典子 | 小野典子 |
| 2010.10.4 | 2012.9.28 | 岩崎全智                   | 沖田総平                   | 沖田総平                   | 沖田総平                   | 寺島舞         | 小野典子 | 小野典子 | 小野典子 |
| 2012.10.1 | 2013.3.29 | 岩崎全智                   | 沖田総平                   | 沖田総平                   | 沖田総平                   | 野村舞         | 小野典子 | 小野典子 | 小野典子 |
| 2013.4.1  | 2013.9.27 | 沖田総平 玉井新平          | 沖田総平 玉井新平          | 沖田総平 玉井新平          | 沖田総平 玉井新平          | 野村舞         | 小野典子 | 小野典子 | 小野典子 |
| 2013.9.30 | 2014.3.28 | 沖田総平 玉井新平 合田泰吾 | 沖田総平 玉井新平 合田泰吾 | 沖田総平 玉井新平 合田泰吾 | 沖田総平 玉井新平 合田泰吾 | 野村舞         | 小野典子 | 小野典子 | 小野典子 |
| 2014.3.31 | 2015.3.27 | 玉井新平 合田泰吾          | 玉井新平 合田泰吾          | 玉井新平 合田泰吾          | 玉井新平 合田泰吾          | 野村舞         | 小野典子 | 小野典子 | 小野典子 |

- 吉田鉄太郎
- 水野善公
- 斎藤晴江
- 石田浩子
- 中西沙綾
- 藤田ゆみ子